# Ken Schwaber
Ken Schwaber (né en 1945 à Wheaton, dans l'Illinois) est un développeur de logiciels, un chef de produit et un consultant du secteur de l'ingénierie logicielle. Ken a formulé la  première version du cadre Scrum pour le présenter en tant que processus formel à la conférence OOPSLA'95.  Scrum sert à aider les organisations qui ont des projets de développement complexes. En février 2001, il est un des dix-sept signataires initiaux du Manifeste Agile. Il fait alors équipe avec Mike Beedle pour rédiger le premier livre traitant de Scrum qui sera publié en novembre 2001. Ensuite, avec Jeff Sutherland, ils deviendront les co-auteurs du guide officiel de Scrum, mis à disposition gratuitement par Scrum Alliance. 
Schwaber est l'un des leaders du mouvement agile software development. Il est l'un des fondateurs de l'Agile Alliance (en), de la Scrum Alliance et le créateur des programmes de certification « Certified Scrum Master » et de leurs dérivés. Ken a démissionné de la Scrum Alliance à l'automne 2009 après un profond désaccord avec le conseil d'administration concernant les évaluations, la certification et un programme pour développeurs. Il a ensuite fondé Scrum.org. À Scrum.org, il a dirigé le développement de nouveaux didacticiels, évaluations et partenariats afin d'améliorer la qualité et l'efficacité de Scrum. En 2012 il publie Software in 30 Days. 
Ken Schwaber continue d'améliorer Scrum au travers des versions successives du Guide Scrum.